# كفر جمعة
قرية كفر جمعة هي إحدى القرى التابعة لمركز ببا في محافظة بني سويف في جمهورية مصر العربية. حسب إحصاءات سنة 2006، بلغ إجمالي السكان في كفر جمعه 4271 نسمة، منهم 2135 رجل و2136 امرأة.